# 有賀常近
有賀 常近（ありが つねちか、生没年不詳）とは、江戸時代の浮世絵師。

## 来歴
師系・経歴は一切不明。長野県常楽寺所蔵の「三浦屋図」という絵馬を描いたことが知られるのみであり、初代鳥居清信の門人ともいわれているがそれも定かではない。この絵馬は享保15年（1730年）、上田市海野町の人々によって常楽寺に奉納されたもので、画風は鳥居派風とされる。